# Reinhold Rieke
Reinhold Rieke (* 13. November 1881 in Riga; † 1945) war ein deutscher Chemiker und Keramiker.

## Berufliche Laufbahn
Rieke studierte in Freiburg, seine Inaugural-Dissertation mit dem Thema Über die drei Jodbenzaldehyde und Derivate derselben, insbesondere einige sich von ihnen ableitende Jodiniumverbindungen wurde 1905 im Freiburg im Breisgau veröffentlicht.
Ab dem Sommersemester 1920 hielt Rieke an der Technischen Hochschule Berlin Vorlesungen über Keramik. Vom 1. April 1921 bis 1934 arbeitete er in der Abteilung Chemie und Hüttenkunde als Dozent für Keramik an der Technischen Hochschule Berlin. Ab Beginn des Wintersemesters 1934 bis 1945 war er auf dem Gebiet Chemische Technologie der Technischen Hochschule zu Berlin tätig. Ab 27. Juli 1922 war er außerordentlicher Professor und zeitgleich Vorsteher des keramischen Laboratoriums der Chemisch-Technischen Versuchsanstalt bei der Staatlichen Porzellanmanufaktur Berlin und erster Dozent für Keramik. Am 26. Oktober 1939 wurde er zum außerplanmäßigen Professor ernannt. Rieke starb während des Zweiten Weltkrieges.

## Deutsche Keramische Gesellschaft
1920 war Rieke Mitglied des ersten Vorstandes der Deutschen Keramischen Gesellschaft (DKG) und seit diesem Jahr bis zu seinem Tode Schriftführer bei der Verbandszeitschrift: Berichte der DKG. 1930 wurde er mit der Seger-Plakette der DKG ausgezeichnet, welche für herausragende wissenschaftliche Leistungen auf dem Gebiet der Keramik vergeben wird. Zu seinen Ehren zeichnet die Deutsche Keramische Gesellschaft seit 1953 mit dem den Rieke-Ring solche Mitglieder aus, die in ehrenamtlicher Arbeit Herausragendes für die DKG geleistet haben.

## Publikationen (Auszug)
- Reinhold Rieke: Die Arbeitsmethoden der Silikatchemie (= Sammlung Vieweg. Band 37). Vieweg Verlag, Braunschweig 1917.
- Reinhold Rieke: Das Porzellan (= M. Jänecke [Hrsg.]: Bibliothek der gesamten Technik. Band 369). 2. Auflage. Vieweg Verlag, Braunschweig 1928.